# Fagersta

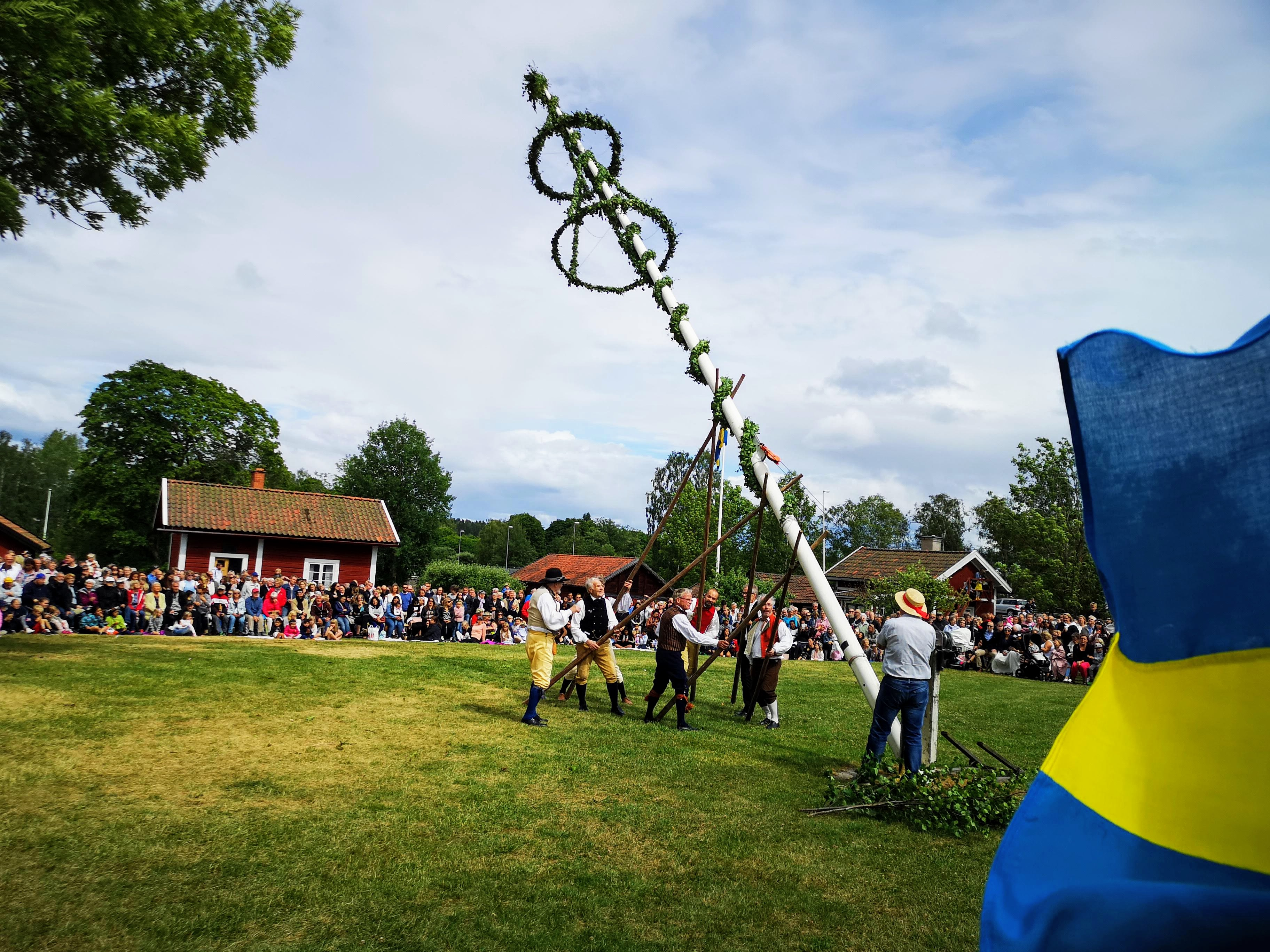
Midsommarfirande på Hembygdsgården 2018.

Fagersta är en tätort i Västmanland och centralort i Fagersta kommun, Västmanlands län. 
Fagersta ligger cirka 70 km nordväst om Västerås. Orten ligger vid riksvägarna 66 och 68.
Vid järnvägsstationen Fagersta C i stadsdelen Västanfors sammanstrålar järnvägslinjerna Ludvika–Västerås och Avesta Krylbo–Örebro.
Fagersta var tidigare ett utpräglat brukssamhälle och är fortfarande en betydande industristad. En stor del av näringslivet är uppbyggt kring företag som har sitt ursprung i det gamla bruket, Fagersta Bruks AB.

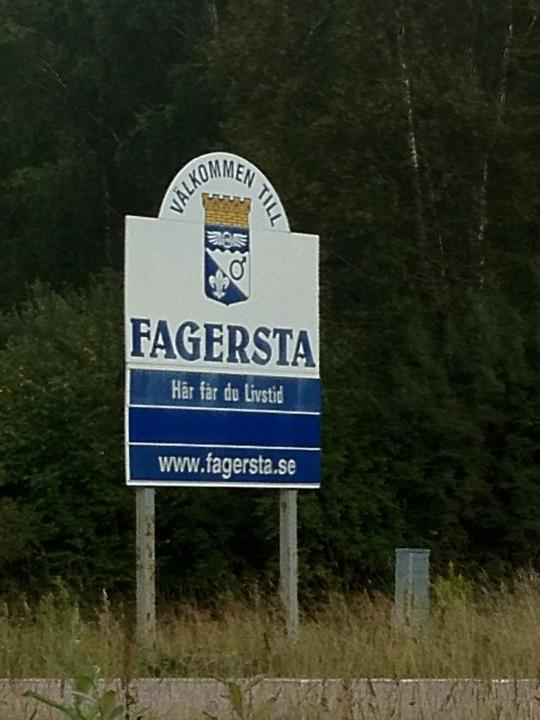
Välkomstskylt vid västra infarten på väg 68. "Fagersta - här får du Livstid".

## Historia

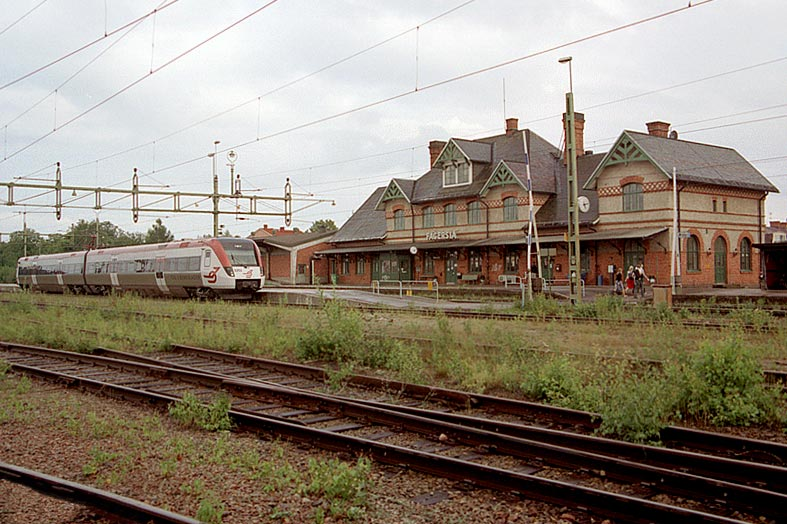
Tåg gör uppehåll vid Fagersta C.

### Fagersta bruk grundas

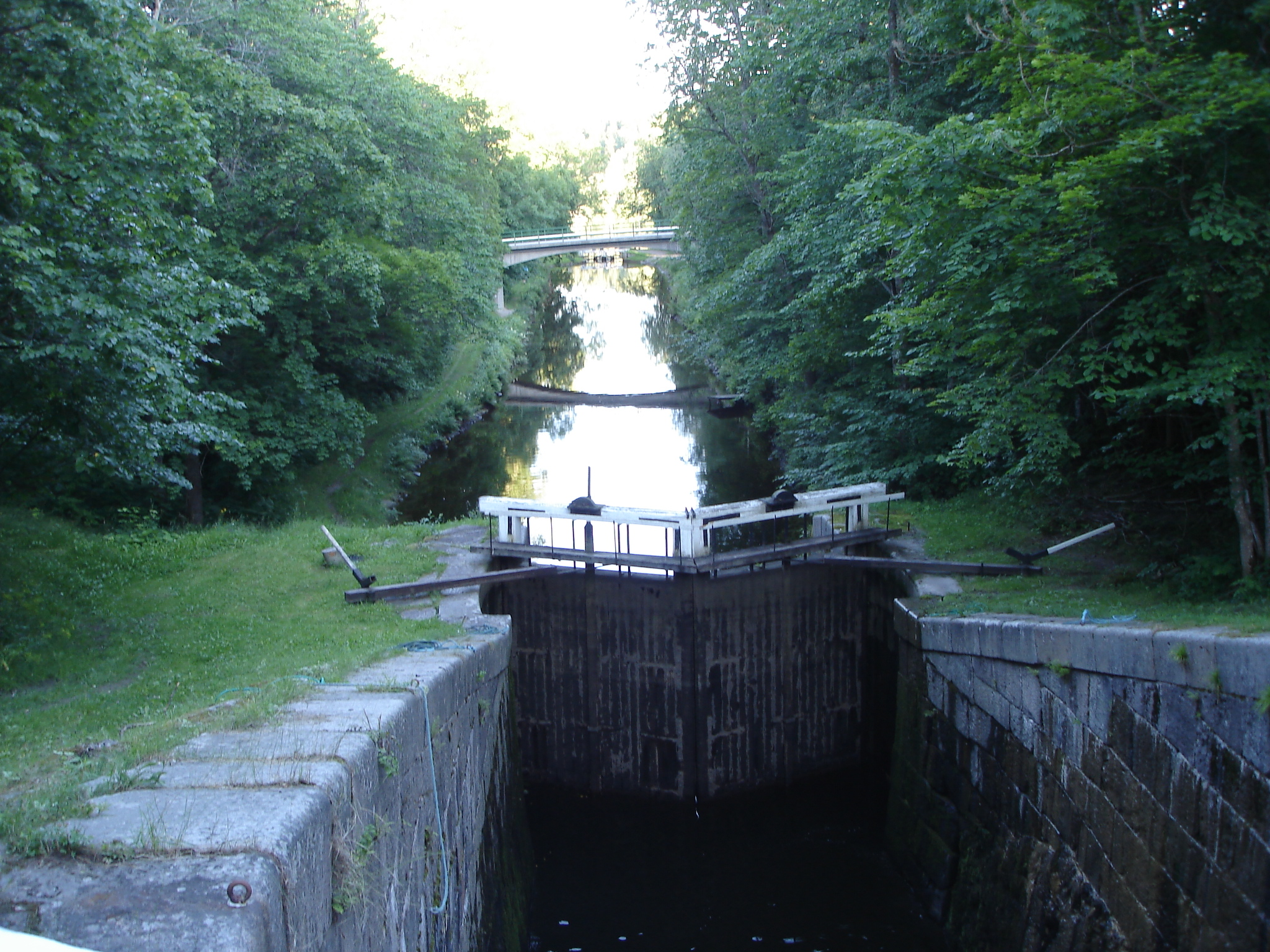
Dubbelsluss längs Strömsholms kanal, som löper genom Fagersta.

Fagersta har anor i medeltiden, och flera järnframställningsplatser från denna tid finns runt om i kommunen. Ortnamnet (1486 Fadherstha hyttha, 1539 Fagerstad) innehåller antingen mansnamnet Fadhir eller adjektivet fager samt antingen stad 'båtplats' eller ett ursprungligt hyttostadher 'plats för hytta'. Hemmanet i Fagersta lydde då under Västanfors.  En stångjärnshammare anlades 1611 vid Kolbäcksån, vilket blev början till det som sedan skulle bli Fagersta bruk. 1651 fanns här en stångjärnshammare och en tyskhärd och från 1662 ytterligare en tyskhärd. Fortfarande på 1700-talet bodde endast 80 personer i Fagersta.
1797 blev Lars von Stockenström ägare till Västanfors bruk med Fagersta. Hans son Salomon von Stockenström som tog över bruket 1801 lät anlägga skärverk, valsverk, spiksmedjor och knipphammare vid Fagersta. Han flyttade även stångjärnssmidet från Harnäs bruk och smidet vid Väster Djupstierna till Fagersta. Sedan han 1822 blivit ensamägare till Västanfors och 1826 hela Semla bruk lät han göra Fagersta till centrum för sin bruksverksamhet. Då han avled 1851 var dock bruket konkursmässigt, och efter bodelning köptes bruket 1852 av grosshandlaren Thomas Aspelin. Under hans tid uppfördes fem lancashirehärdar i Fagersta. De användes fram till 1886 då man i stället gick över till att tillverka götstål. Då hade bruket av familjen Aspelin 1873 ombildats till Fagersta bruks aktiebolag. De första bessemerugnarna anlades i Västanfors, men 1884-1885 anlades en  ny martinsmältugn i Fagersta.
Bostadsbebyggelsen runt bruket förtätades alltmer, och år 1900 hade Fagersta 1 600 invånare. Stora områden med arbetarbostäder byggdes i brukets regi och egnahemsrörelsen gjorde att samhället växte till ytan.

### Västanfors och Fagersta bildar stad
Den närliggande bruks- och kyrkorten Västanfors hade liksom Fagersta en bakgrund i ett mindre järnbruk, men kom efter industrialiseringen främst att utvecklas som serviceort åt bruket i Fagersta med bland annat järnvägsstation. Västanfors, med främst bebyggelsen runt stationen, avskildes som municipalsamhälle 1927 med cirka 1 500 invånare. Den 1 januari 1944 ombildades Västanfors landskommun med cirka 10 000 invånare till Fagersta stad.
Bruket kom att fortsätta spela en central roll i stadens liv. Av 30 stadsfullmäktige 1946 var 14 arbetare vid bruket, 11 tjänstemän vid bruket, två mindre egenföretagare, två hantverkare, en lantbrukare och en journalist.

### Utvecklingen efter 1950
Under 1950-talet lades grunden för dagens centrala Fagersta. Målet var att skapa ett idealsamhälle som kretsade kring industrin. Staden genomgick stora förändringar också under 1960- och 1970-talen då drömmen om en större stad ännu var levande. Mycket av den gamla bebyggelsen revs då till förmån för ny. Denna utveckling fortsatte fram till 1970-talets början, då den första stålkrisen kom. Tillväxten blev därefter beskedligare, samtidigt som industrin gick tillbaka och serviceverksamheterna ökade i betydelse. Det gamla bruksföretaget (från 1971 under namnet Fagersta AB) upphörde att existera som enhet 1984. Idag finns dock ett antal ståltillverkare i Fagersta med anknytning till det gamla företaget. Seco Tools är idag (2006) den viktigaste industrin på orten, men även Atlas Copco (tidigare Secoroc) är en viktig arbetsgivare för bygden. Atlas Copco meddelade 2007 att man under de närmaste 3 åren kommer att investera 227 miljoner i Fagersta-anläggningen. Fagerstas förra kommunalråd Stig Henriksson är en av de ledande personerna inom Vägval Vänster. Kulturellt var Fagersta hem för rockmusikfestivalen Bergslagsrocken under en period på 1990-talet, en festival där många senare internationellt kända band spelade innan sina genombrott (till exempel Green Day).

### Administrativa tillhörigheter
Fagersta och kyrkbyn Västanfors låg i Västanfors socken och efter kommunreformen 1862 Västanfors landskommun. 25 november 1927 bildades Västanfors municipalsamhälle och 1944 ombildades landskommunen med municipalsamhället till Fagersta stad där ortens bebyggelse bara utgjorde en del av stadskommunens yta. 1967 utökades stadskommunen som 1971 uppgick i Fagersta kommun och orten blev dess centralort.
Orterna tillhörde Västanfors församling till 2006 och tillhör därefter Västanfors-Västervåla församling.
Orterna ingick till 1948 i Gamla Norbergs tingslag, därefter till 1971 i Västmanlands mellersta domsagas tingslag. Från 1971 till 1973 ingick orten i Västmanlands mellersta domsaga, från 1974 till 2001 i Sala domsaga och den ingår sedan 2001 i Västmanlands domsaga.

### Befolkningsutveckling
| Befolkningsutvecklingen i Fagersta 1960–2020 | Befolkningsutvecklingen i Fagersta 1960–2020 | Befolkningsutvecklingen i Fagersta 1960–2020 | Befolkningsutvecklingen i Fagersta 1960–2020 | Befolkningsutvecklingen i Fagersta 1960–2020 |
| -------------------------------------------- | -------------------------------------------- | -------------------------------------------- | -------------------------------------------- | -------------------------------------------- |
|                                              |                                              |                                              |                                              |                                              |
| År                                           |                                              |                                              | Folkmängd                                    | Areal (ha)                                   |
| 1960                                         | 1960                                         |                                              | 14 227                                       |                                              |
| 1965                                         | 1965                                         |                                              | 15 107                                       |                                              |
| 1970                                         | 1970                                         |                                              | 15 584                                       |                                              |
| 1975                                         | 1975                                         |                                              | 14 778                                       |                                              |
| 1980                                         | 1980                                         |                                              | 13 985                                       |                                              |
| 1990                                         | 1990                                         |                                              | 12 318                                       | 935                                          |
| 1995                                         | 1995                                         |                                              | 11 931                                       | 952                                          |
| 2000                                         | 2000                                         |                                              | 11 029                                       | 952                                          |
| 2005                                         | 2005                                         |                                              | 10 890                                       | 952                                          |
| 2010                                         | 2010                                         |                                              | 11 130                                       | 947                                          |
| 2015                                         | 2015                                         |                                              | 11 936                                       | 860                                          |
| 2020                                         | 2020                                         |                                              | 11 826                                       | 874                                          |
|                                              |                                              |                                              |                                              |                                              |

## Stadsbild

### Bebyggelse
Det moderna stadscentrumet är uppbyggt i anslutning till det stora järnverksområdet. Centrum ligger huvudsakligen mellan de två torgen Järntorget och Brinelltorget. Här finns järnvägsstationen Fagersta Norra. 
I Västanfors ligger affärer och service samlat runt järnvägsstationen Fagersta C och utmed Järnvägsgatan. Vid Kolbäcksån ligger Västanfors kyrka. 

### Arkitektur
Av den gamla arbetarstadsdelen Skansen finns idag 25 villor bevarade från 1910-talet. Dessa har renoverats med stöd av länsantikvarien, och i ett av husen finns en arbetarbostad återskapad från sekelskiftet.
Det finns ett unikt luftbevakningstorn från 1944 i Fagersta. Det är 26 meter högt, runt, byggt i gult tegel och påminner i formen om en minaret. Tornet skulle användas för eventuellt flyganfall under andra världskriget, men blev byggt så sent att det knappt kom att användas. Tornet förklarades för byggnadsminne i Västmanlands län 2013.

### Stadsdelar
Ordnade från norr till söder.

- Rönningen
- Kolarbyn
- Skansen
- Egna hem
- Andra sidan
- Centrum
- Apollo
- Per Ols
- Hindric Pers
- Risbro
- Paradiset
- Meling
- Norrby
- Kristiansberg
- Sundbyberg
- Västanfors
- Uggelbo
- Hyttbäcken
- Säteriet
- Fårbo

## Utbildning

### Förskolor
Fagersta kommun driver tio förskolor; Björkbacken, Björksta, Humlan, Prästkragen, Raketen, Rosen, Skogsgläntan, Solängen, Ugglan, Vilhelmina. För de med obekväma arbetstider finns även Nattugglan.

### Friskolor
Lindgårdsskolan drivs av Svenska kyrkan i Västanfors-Västervåla församling. Den består av fritids, förskola och grundskola. Skolan är utspridd på flera byggnader, men har inget avgränsat skolområde. 
Församlingen har tidigare legat i tvist med kommunen angående att de ansåg sig inte få tillräckligt i skolpeng, något som de fick rätt i 2014.

### Grundskolor
Det finns fyra kommunala grundskolor; Alfaskolan, Mariaskolan, Per Olsskolan och Risbroskolan. Fagersta har även en grundsärskola; Olsboskolan.

### Gymnasier
Fagerstas gymnasium heter Brinellskolan.

### Vuxenutbildning
Förutom Komvux Norra Västmanland så driver YrkesAkademin utbildning till CNC-operatör i Fagersta.

## Kommunikationer

### Busstrafik
Fagersta trafikeras i huvudsak av VL. Det är avgiftsfritt att åka med Fagerstalinjen samt linjerna 82, 83 och 84. Dalatrafik trafikerar vissa hållplatser. 

### Järnväg
Fagersta har två järnvägsstationer; Fagersta Norra i centrum och Fagersta C i Västanfors. Stationerna trafikeras av Tåg i Bergslagen AB. På TiB-tågen gäller både SJ:s biljetter, Movingo och respektive läns periodkort.

### Vägar
Riksväg 69 går rakt igenom staden. 
Riksväg 68 nordöst mot Norberg och Avesta. Sydöst mot Lindesberg.
Riksväg 66 sydöst mot Västerås. Nordväst mot Ludvika.

## Näringsliv

### Bankväsende
Mälareprovinsernas enskilda bank öppnade ett kontor i Västanfors år 1899. Denna bank uppgick sedermera i Handelsbanken. Historiskt har Fagersta och Västanfors haft även bankkontor tillhörande Sparbanken Mälardalen (senare Swedbank) och Uplandsbanken (senare Nordea).
Nordea stängde sitt kontor i Västanfors den 19 maj 2016. Handelsbanken hade länge kontor i både Fagersta och Västanfors, men lade ner kontoret i Västanfors i mars 2017. Den 30 april 2018 stängde Swedbank i Fagersta. Därefter hade Handelsbanken ortens enda bankkontor.

### Större företag
- Seco Tools AB
- Epiroc
- Fagersta Stainless AB
- Samhall
- Fårbo Mekaniska AB
- AfG Engineering AB
- Cronimet Fagersta AB
- AB Karl Hedin

## Geografi och natur
Fagersta ligger omgivet av skog och vatten. Strömsholms kanal passerar genom Fagersta och det finns flera sjöar i närområdet. Skogen är blandskog som domineras av gran.

### Parker
I staden finns Vilhelminaparken i centrum och Gröndalsparken i stadsdelen Västanfors.

### Sveriges medelmeridian
Genom Fagersta går den för kartering av Sverige gällande medelmeridian som Rikets koordinatsystem, ofta kallat Rikets nät, grundar sig på. Medelmeridianens position är: E 15° 48' 29,8″ = E 15° 48,496 66...′ = E 15,808 277 77°, till exempel cirka 420 meter rakt väster om huvudingången till Fagersta C:s stationshus. 60:e breddgraden passerar också Fagersta, och markeras av skyltar vid riksväg 68.

## Kända personer från Fagersta
se även Personer från Fagersta
- Sören Boström, bandyspelare, uppväxt i Fagersta (Åvestbo).
- Lucas Forsell, ishockeyspelare, uppväxt i Fagersta.
- Lennart Hellsing, författare (född i stadsdelen Västanfors).[28]
- Stig Henriksson, politiker, verksam i Fagersta.[28]
- Jan Håkansson, författare och kåsör, uppväxt och verksam i Fagersta.[28]
- Filip Johansson, ishockeyspelare, uppväxt i Fagersta.
- Rune Lindström, författare till bland annat Himlaspelet (brukspojke från Västanfors).
- Ulf Samuelsson, ishockeyspelare, uppväxt i Fagersta.[28]
- Tomas Sandström, ishockeyspelare, uppväxt i Fagersta.[28]
- Anitra Steen, ämbetsman, bl.a chef för Systembolaget under en tid (uppväxt i Fagersta).
- Mats Strandberg, författare, uppväxt i Fagersta.

### Musikgrupper
- Bruket, rockband.
- CDOASS, popband (new wave).
- 59 Times the Pain, hardcore-/punkband.
- The Hives, rockband.
- Vincent Jedselius, singer-songwriter.
- No Fun At All (grundat i Skinnskatteberg), punkrock/skatepunk.

## Kultur och nöje

### Massmedier
En tidning för Fagersta, Västanfors-Fagersta Tidning, grundades 1938 med utgivning i Sala. År 1943 grundades Fagersta-Posten som en avläggare till Södra Dalarnes Tidning i Hedemora. De båda tidningarna slogs samman år 1948 som Fagersta-Posten Västanfors-Fagersta Tidning först med utgivning i Hedemora och från 1963 i Sala. Även Vestmanlands Läns Tidning hade redaktion på orten, som från år 1982 samlokaliserades med Fagersta-Postens. År 1991 lade VLT ner sin lokalredaktion.

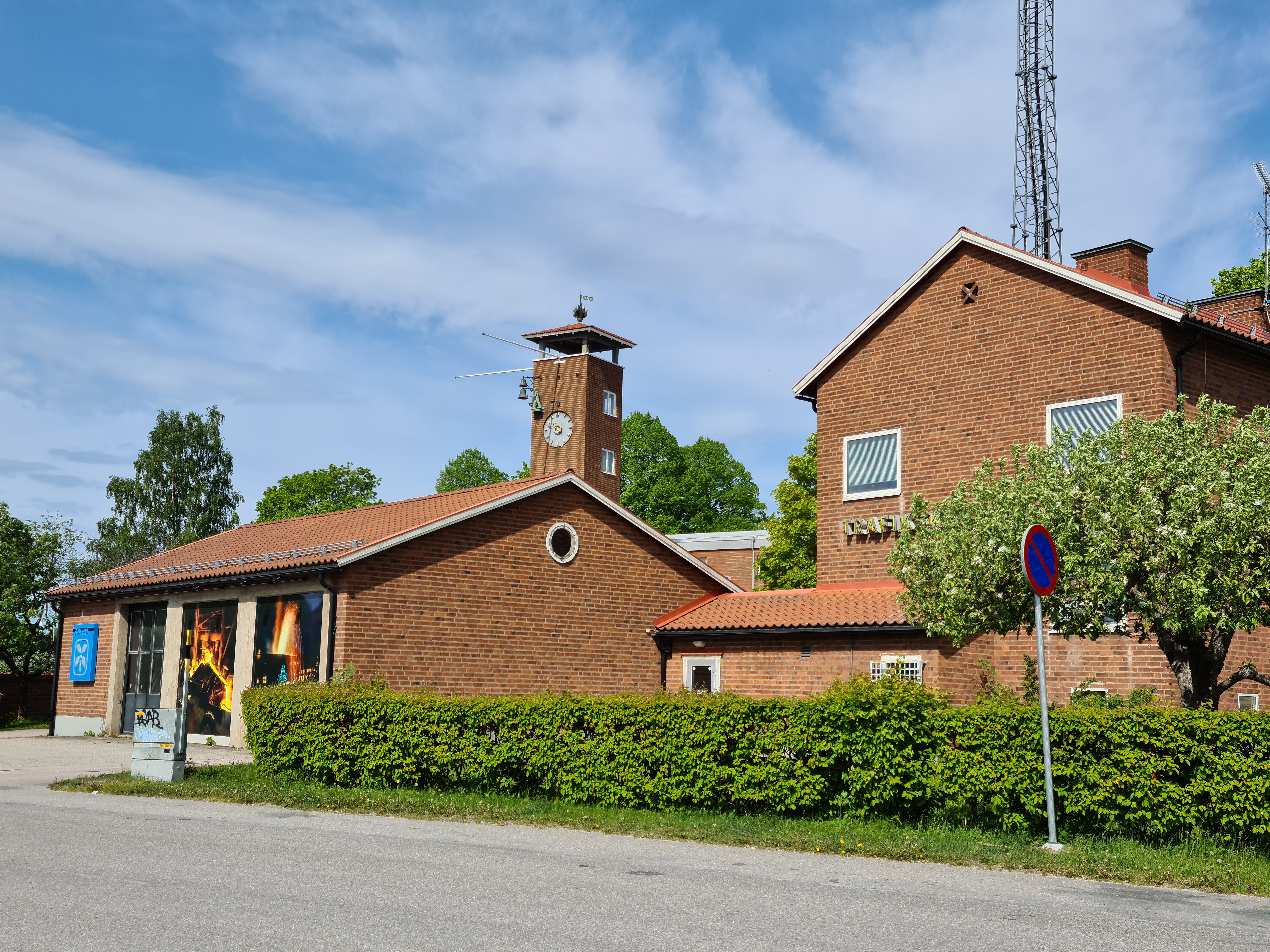
Bruksmuseet i Fagersta centrum.

### Museer
Information om Fagersta bruks historia finns i Bruksmuseet, som är inrymt i gamla brandstationen, ganska i centralt, klart synligt med tornet som användes för att torka slangar. Det är också ett arbetslivsmuseum.
Västanfors gamla kraftstation byggdes 1899 och var i drift till 1949. Kraftstationen är ett arbetslivsmuseum, ett byggnadsminne och en del i Ekomuseum Bergslagen.
I Västanforsområdet finns ett herrgårdsmuseum, ett Rune Lindströmmuseum, samt Västanfors Fagersta hembygdsgård som är ett arbetslivsmuseum.

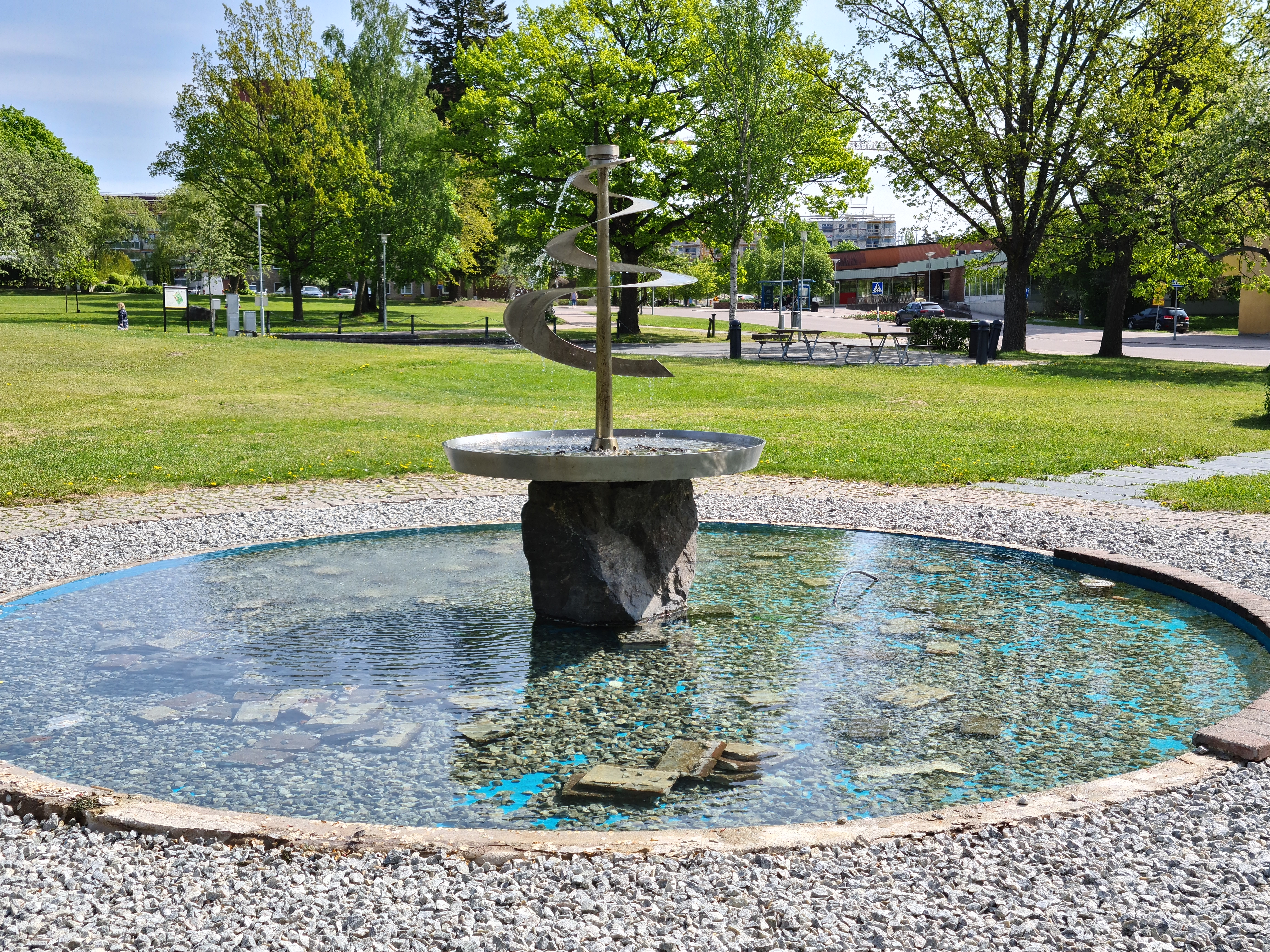
Fontän i Vilhelminaparken.

### Offentlig konst
se även Lista över offentlig konst i Fagersta kommun
- Maskerna är en ny modern skulptur i rondellen vid Norrby teater, korsningen Floravägen/Norrbyvägen. Idé och formgivning av konstnären och scenografen Claes Wiberg.[30]
- När Fagersta blev stad 1944 överlämnades en fontän i gåva av Fagersta Bruk ritad av Per Gösta Lindberg, reklamchef vid bruket.[30]

### Omnämningar i populärkultur
Böckerna i Engelsforstrilogin av Mats Strandberg och Sara Bergmark Elfgren drar inspiration från Fagersta med omnejd.

### Sport och friluftsliv
De lokala idrottsföreningarna heter Fagersta AIK, Fagersta Södra IK, Västanfors IF och Bruket BK 
Det finns två elljusspår, båda under 3 km. 
Fagerstahallen erbjuder inom- och utomhusbad, bastu, gym och möjlighet att hyra lokal. I anslutning till Fagerstahallen ligger en parkourpark samt Fagersta skatebowl där det är öppet för alla att åka skateboard, inlines, BMX eller kickbike.
Vid Eskilns camping ligger Fagersta Cablepark.

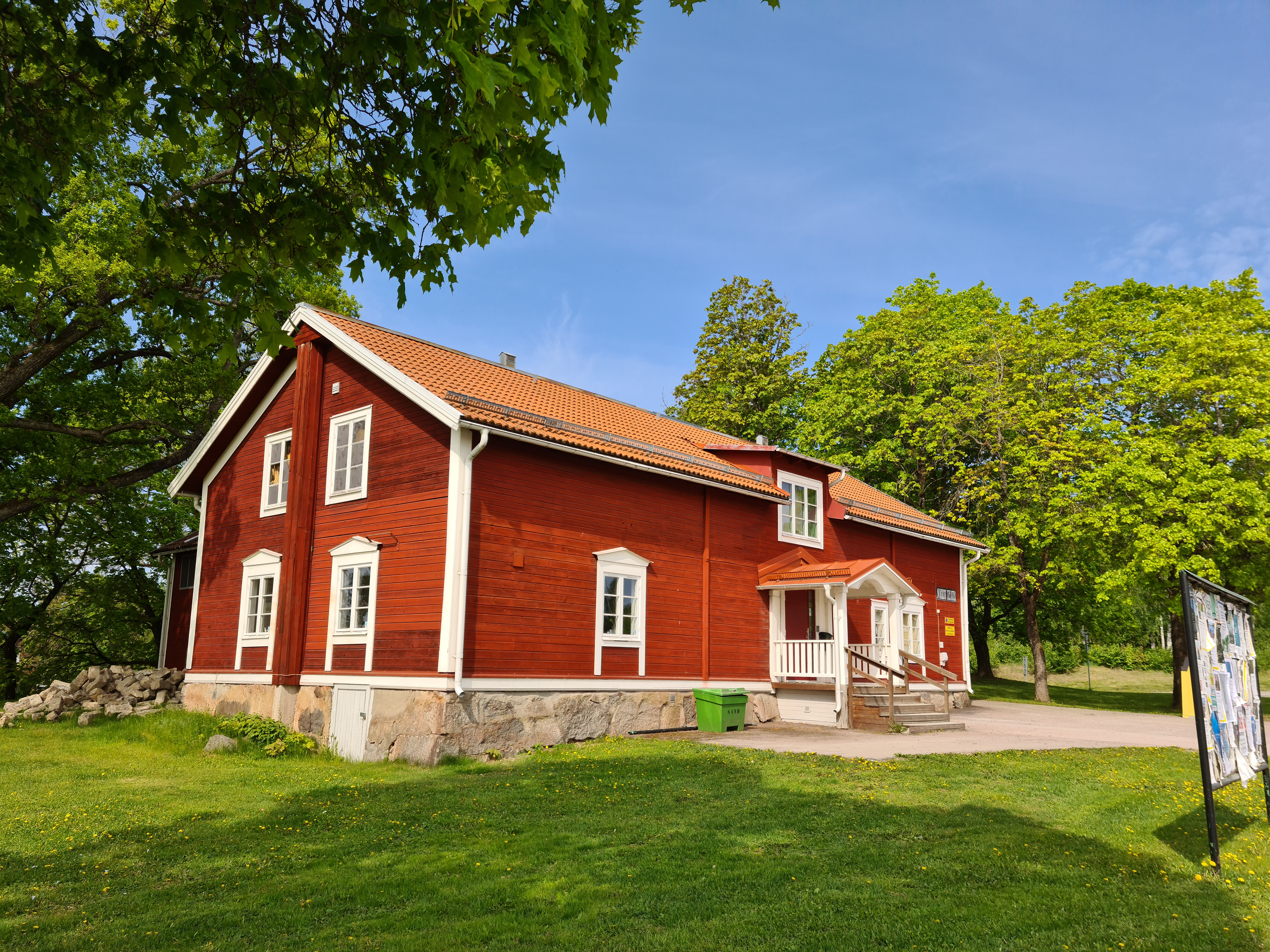
Norrby teater i Fagersta.

### Teater
Norrby Teater ligger på Norrbyvägen 16 i en gårdsbyggnad från 1858. Det finns plats för 55 personer. Teatern drivs av en ideell förening som startade den 15 september 1955 och är en av de äldsta stationerade amatörteaterföreningarna i landet.